# 林国荣创意科技大学
林国荣创意科技大学是马来西亚的一所私立大學，主校区位于赛城，其30,000名学生分别在吉隆坡、马六甲、古晉、波札那、柬埔寨、莱索托、塞拉利昂、斯威士兰、乌干达、英国等校区学习。该学校在QS世界大学排名中也有较高排名。